# ヨハン・ハインリヒ・ヴィルヘルム・ディーツ
ヨハン・ハインリヒ・ヴィルヘルム・ディーツ（ドイツ語: Johann Heinrich Wilhelm Dietz、1843年10月3日 - 1922年8月28日）は、ドイツの出版人、政治家。 
リューベック生まれ。印刷労働者となり、労働運動に参加。1881年ディーツ社を設立し、カール・マルクス、フリードリヒ・エンゲルス、アウグスト・ベーベル、エドゥアルト・ベルンシュタイン、フェルディナント・ラッサール、フランツ・メーリングら社会主義者の著作を出版した。1883年には、カール・カウツキー編集のドイツ社会民主党理論機関誌『ノイエ･ツァイト』（de:Die Neue Zeit、新時代）を同社から創刊した。
1881年から1918年まで、帝国議会 (ドイツ帝国)でドイツ社会主義労働者党（1890年からドイツ社会民主党に改称）議員を務めた。